# Obléhání Budína (1529)
Obléhání Budína byla vojenská operace vedená Osmanskou říší s cílem dobýt Budín a dosadit Jana Zápolského jako jeho vládce.
Ferdinand I. dokázal porazit Jana Zápolského v září 1527 a v listopadu se nechal korunovat. Zápolský se však odmítl vzdát svých nároků na uherský trůn a proto se obrátil na Sulejmana s žádostí o uznání výměnou za tribut. Sulejman Zápolského v únoru přijal jako svého vazala a v květnu 1529 se osobně vydal na tažení.
Dne 26.–27. srpna Sulejman obklíčil Budín a začalo obléhání. Mezi 5. a 7. zářím byly zničeny hradby intenzivní palbou osmanského dělostřelectva. Vojenská připravenost, nepřetržité útoky a fyzická i psychologická destrukce způsobená osmanským dělostřelectvem měly požadovaný účinek. Němečtí žoldnéři se vzdali a 8. září předali hrad Osmanům. Jan Zápolský byl dosazen v Budíně jako Sulejmanův vazal.
Po porážce Ferdinanda bylo jeho stoupencům slíbeno bezpečné opuštění města, avšak osmanské jednotky je za hradbami města zmasakrovaly.